# Walterswil (Bern)
Walterswil (BE) is een gemeente en plaats in het Zwitserse kanton Bern, en maakt deel uit van het district Oberaargau.
Walterswil (BE) telt 543 inwoners.